# Бакшанский, Юлиан

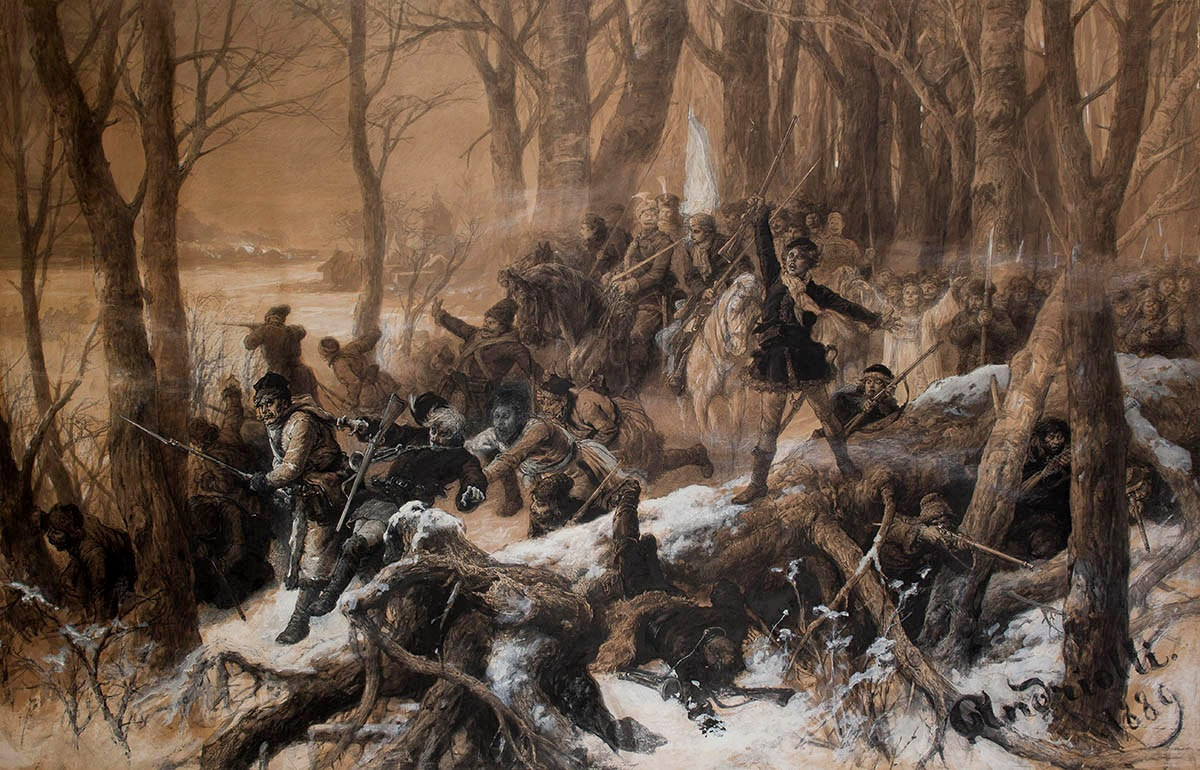
Михал Эльвиро Андриолли. «Атака повстанцев»

Юлиа́н Бакша́нский (бел. Юліян Бакшанскі; 1824, имение Тупальщина, Свенцянский уезд, Виленская губерния, Российская империя — 4 апреля 1863, с. Свечки, Виленская губерния, Российская империя (ныне Молодечненский район, Минской области Республики Беларусь) — белорусский повстанец, участник освободительного движения и польского восстания 1863—1864 годов, публицист.

## Биография
Учился в гимназии Вильно. За участие в деятельности нелегального студенческого кружка и хранение запрещённой литературы в 1842 году был арестован и сослан в Рязанскую губернию.
Вернувшись из ссылки в 1846 году, в марте следующего года написал «Обращение к сморгонским крестьянам», в котором призывал к объединению с городской беднотой и солдатами и противодействию помещикам, чиновникам и офицерам. План не осуществился, Ю. Бакшанский был арестован, приговорён к 12 годам каторжных работ и отправлен в Нерчинск (до 1858).
В 1863 году вернулся на родину. Как и Кастусь Калиновский, принадлежал к числу наиболее последовательных революционеров, которых, в отличие от либералов («белых»), называли «красными», выступавших за радикальные социальные изменения: против крепостного права, раздачи земли крестьянам без компенсации помещикам и скорейшее начало восстания.
Вскоре Ю. Бакшанский организовал у себя на родине и возглавил отряд повстанцев численностью 25 человек, действовавший в районах Молодечно и Велича. Российские власти во главе с генерал-губернатором М. Н. Муравьевым-Виленским жестоко расправились с повстанцами, и в мае 1863 года восстание было практически подавлено по всей Беларуси и Литве.
4 апреля 1863 года в имении сочувствовавшего восставшим шляхтича Р. Куровского близ с. Свечки Юлиан Бакшанский, вместе с четырьмя другими повстанцами, погиб в сражении со стрелковой ротой Таврического гренадерского полка под командованием майора Петра Колоколова. Ещё 4 мятежника попали в этом бою в плен из них 1 раненым. На месте гибели повстанцев возле села Плебань был установлен памятный крест.
Некоторые из уцелевших мятежников позже примкнули к отряду Винцента Козелл-Поклевского и были разгромлены лишь в бою под Владыками 16 (28) мая 1863 года.